# El Cachorro
El Cachorro, es un personatge de ficció i una sèrie de còmic d'aventures publicada en forma de quadern apaïsat, es va començar a publicar a partir del juny del 1951 i fins al desembre de 1959. El còmic, basat en les històries de pirates, va ser una creació de Juan García Iranzo per l'editorial Bruguera. El seu dibuix sintètic i un gran dinamisme a l'hora de planificar gràficament les pàgines, van proporcionar un gran èxit de públic a la sèrie. La col·lecció que va acabar de públicar-se l'any 1959 constava de 213 números ordinaris de 12 pàgines. La sèrie que ha perdurat en la memòria dels que eren nens llavors, s'ha reeditat diverses vegades.

## Argument
Al segle xviii, el grumet d'un galió espanyol solca les aigües de l'oceà Atlàntic, aquest grumet s'anomena el Cachorro. Després de l'atac d'una nau de filibusters, el Cachorro es torna l'azot de tots el ferotges corsaris, que tenen la seva base d'actuacions a les aigües del Carib, les lluites es tornen un continu, a un ritme de vertigen.

## Trajectòria Editorial
Juan García Iranzo, va decidir que volia fer una història llarga de pirates, però Iranzo, tenia clar que a més del dibuix també volia fer-ne el guio, va fer un esbós general i el disseny de dos o tres dels principals personatges, aquest projecta el va ensenyar al Sr. Bruguera, propietari de l'Editorial Bruguera, li va semblar ve i es va començar a publicar El Cachorro.
Quant la publicació del personatge anava pel seu segon any de vida l'editorial va telefonar a Iranzo, per fer-li saber que la sèrie que fins llavors tenia una sortida quinzenal volien que fos setmanal. Iranzo, per causes alienes a ell no tenia temps per poder fer més historietes del personatge, l'editorial li va oferir ajuda amb el guió, o que d'altres dibuixants passessin a tinta els seus dibuixos, però el dibuixant s'apreciava molt els seus personatges i no volia que d'altres mans que no fossin les seves se'n fessin càrrec, i es va estimar més d'acabar la sèrie ell mateix sense presses.
Els còmics d'El Cachorro, els va publicar l'Editorial Bruguera entre el juny del 1951 i el desembre de 1959. A partir del número 102, la col·lecció va quedar integrada dins la Coleción Dan, més endavant es va incloure a la col·lecció Súper Aventuras.
Es va publicar en el format de quadern apaïsat, grapat i amb 12 pàgines amb blanc i negre excepte la portada que era en color i la contraportada amb tinta de color blau. De les dotze pàgines, deu eren d'historieta i les altres, la primera l'ocupava la portada i la segona pàgina era per a publicitar productes de la mateixa editorial. La col·lecció es va desenvolupar al llarg de 213 números ordinaris amb un preu que va oscil·lar entre les 1,25  pessetes del número 1, fins al 159 i a partir del 160 va passar a valdre 1,50 pessetes fins al 213 que va ser l'últim número. La col·lecció la va complementar un número extraordinari l'Almanaque para 1957, amb unes mides de 26 x 19 cm i un preu de 3 pessetes.
Entre els anys 1976 i 1977, la mateixa editorial Bruguera, va fer una reedició parcial de les aventures d'El Cachorro, a la revista de còmics Bravo.

## Dades de Publicació
Fitxa de la Publicació.
| Títol       | Any de Publicació | Editorial                 | Format  | Enquadernació | Mides       | Números | Pagines         | Notes                        |
| ----------- | ----------------- | ------------------------- | ------- | ------------- | ----------- | ------- | --------------- | ---------------------------- |
| El Cachorro | 1951-1959         | Editorial Bruguera, S. A. | Quadern | Grapa         | 17 x 24 cm. | 213     | 12              | PVP: 1,25 i 1,50 Pts.        |
| El Cachorro | 1976-1977         | Editorial Bruguera, S. A. | Quadern | Grapa         | 26 x 18 cm. | 41      | 20              | PVP: 12 pts.                 |
| El Cachorro | 1985 - 1987       | Ibercomic-Mam             | Llibre  | Rusticà       | 17 x 24 cm. | 27      | 82 mes coberta. | Reedició. PVP:350 i 375 pts. |